# Paul Nash
Paul Nash, född 11 maj 1889 i London, död den 11 juli 1946 i Boscombe, Dorset, var en brittisk konstnär och grafiker.

## Biografi
Med rötter i kubismen och Cézannes konst räknas Nash till surrealisterna. Han är känd för skildringar av första världskrigets fasor och senare blekt kritiga landskap och stilleben i en förenklad lineär form. Under 1920-talet förstärktes den isande öververkliga stämningen och han närmade sig surrealismen i målningar där han gav naturens former mänsklig innebörd. 
Vid sidan av måleriet, illustrerade han böcker samt arbetade som författare och grafisk formgivare. Han var äldre bror till konstnären John Nash.